# Neder-Ransjön
Neder-Ransjön är en sjö i Härjedalens kommun i Härjedalen och ingår i Ljusnans huvudavrinningsområde. Sjön är 19 meter djup, har en yta på 2,17 kvadratkilometer och befinner sig 400 meter över havet. Neder-Ransjön ligger i Ljusnan (Hede-Svegsjön) Natura 2000-område. Sjön avvattnas av vattendraget Ljusnan.

## Delavrinningsområde
Neder-Ransjön ingår i det delavrinningsområde (690064-139884) som SMHI kallar för Utloppet av Neder-Ransjön. Medelhöjden är 425 meter över havet och ytan är 16,13 kvadratkilometer. Räknas de 375 avrinningsområdena uppströms in blir den ackumulerade arean 3 390,34 kvadratkilometer. Avrinningsområdets utflöde Ljusnan mynnar i havet. Avrinningsområdet består mestadels av skog (69 procent). Avrinningsområdet har 2,16 kvadratkilometer vattenytor vilket ger det en sjöprocent på 13,4 procent.